# André Schnisa

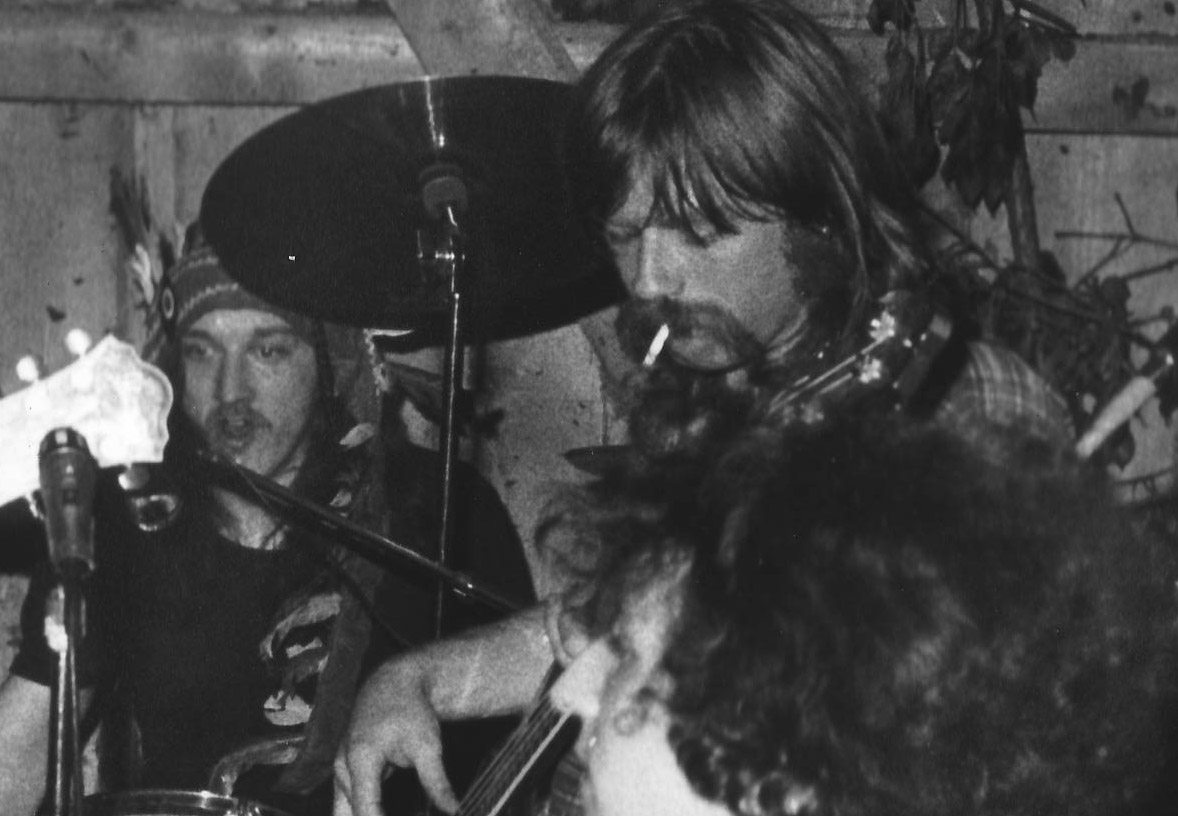
André Schnisa als Bassist von Schwoißfuaß, um 1980 (mit Schlagzeuger Sulla Bratke)

André Schnisa (* 1951 in Leverkusen; † 15. März 1999 in Tübingen) war ein deutscher Musiker. Er war als Bassist, Organist, Komponist und Texter vor allem für die Schwobarockgruppe Schwoißfuaß tätig. Er selbst bezeichnete sich ironisch gerne als Schweineorgelspieler.

## Leben
André Schnisa wuchs auf in seiner Geburtsstadt Leverkusen. Nach dem Abitur studierte er Psychologie in Tübingen und war anschließend einige Jahre als Schulpsychologe in Schwäbisch Gmünd tätig. Im Jahr 1979 gab er seine Tätigkeit im Schuldienst auf und wurde Gründungsmitglied der Rockband Schwoißfuaß. Dort spielte er E-Bass und Hammondorgel. Außerdem war er zusammen mit Alex Köberlein Komponist und Liedtexter der Band. 1983 verließ er Schwoißfuaß, blieb der Band aber ein Stück weit verbunden. Er wurde 1985 Produzent von Schwoißfuaß und spielte 1996 auf der Schwoißfuaß-Revival-Tour Hammondorgel und Gitarre.
Nach seinem Ausstieg bei Schwoißfuaß war er unter anderem als Gastmusiker bei Black Cat Bone, Guitar Crusher und Dieter Thomas Kuhn tätig. In der zweiten Hälfte der 1990er-Jahre kuratierte und moderierte er unter dem Pseudonym P. J. Lützenkirchen beim Freien Radio Tübingen/Reutlingen die Sendung Out demons out. André Schnisa starb 1999 an Magenkrebs.

## Werk
André Schisa veröffentlichte zeitlebens keine Musik unter eigenem Namen, obwohl er zahlreiche Lieder vor allem für Schwoißfuaß komponierte und textete. Erst postum erschien die Doppel-LP Fremde Zigaretten mit 22 seiner Stücke auch unter seinem Namen.
Das wohl bekanntestes Werk Schnisas ist der Schwoißfuaß-Hit Oinr Isch Emmr Dr Arsch. Allerdings stammen nur zwei der drei Strophen aus Schnisas Feder. Die dritte Strophe wurde von Alex Köberlein getextet, der auch Schnisas ursprünglich hochdeutsche Vorlage ins Schwäbische übertrug, um sie dem Stil der Dialekt-Band anzupassen. Seit 2011 ist das Stück stets unter den Top-50 der SWR1 Hitparade Baden-Württemberg zu finden. Die höchste Platzierung erreichte es mit Rang 19 im Jahr 2024. Es existieren mehrere Coverversionen des Songs.